# Beverley McLachlin
Beverley McLachlin, CStJ PC (Pincher Creek, 7 de setembro de 1943) é uma magistrada canadense. Foi a 17ª Chefe de Justiça do Canadá, sendo a primeira mulher a ocupar essa posição e com o mandato mais longo da história do país. Nessa função, ela também atuou como suplente do Governador-geral do Canadá.
McLachlin anunciou em 12 de junho de 2017 que se aposentaria do tribunal em 15 de dezembro daquele ano, nove meses antes de atingir a idade de 75 anos para a aposentadoria compulsória. Seu sucessor e atual Chefe de Justiça do Canadá é Richard R. Wagner, indicado pelo primeiro-ministro Justin Trudeau em 12 de dezembro de 2017. Sua sucessora como juíza da Corte é Sheilah Martin, que foi nomeada pelo primeiro-ministro por meio de um novo processo que permite que "qualquer advogado ou juiz canadense que se encaixe em um critério específico" se candidate ao cargo.
McLachlin foi nomeada em março de 2018 como juíza não permanente da Corte de Apelação Final de Hong Kong. Essa nomeação foi aprovada pelo Conselho Legislativo de Hong Kong, mas aguarda a nomeação oficial pela Chefe do Executivo.

## Biografia
McLachlin nasceu em Pincher Creek, Alberta, sendo a mais velha dos cinco filhos de Eleanora Marian e Ernest Gietz. Seus pais, descendentes de alemães, eram "cristãos fundamentalistas" da Igreja Pentecostal. Realizou seus estudos superiores na Universidade de Alberta, onde obteve  um bacharelado e um mestrado em Filosofia e um bacharelado em Direito (recebendo a medalha de ouro como melhor aluna e atuando como editora-chefe do Alberta Law Review). McLachlin exerceu a advocacia entre 1969 e 1975 e entre 1974 e 1981, ela atuou na Universidade de Colúmbia Britânica, inicialmente como professora associada e posteriormente como professora efetiva.

### Carreira jurídica
Em 1980, ela foi nomeada para a Corte do Condado de Vancouver e depois para a Suprema Corte da Colúmbia Britânica. Em 1985, foi nomeada para a Corte de Apelação da Colúmbia Britânica e, três anos depois, em 1988, foi nomeada Chefe de Justiça da Suprema Corte da Colúmbia Britânica. Em 30 de março de 1989, o primeiro-ministro Brian Mulroney nomeou-a juíza da Suprema Corte do Canadá, e , em 7 de janeiro de 2000, o primeiro-ministro Jean Chrétien nomeou-a Chefe de Justiça do Canadá.
Após sua nomeação para a Suprema Corte, McLachlin, juntamente com seus pares, também se tornou suplente do Governador-geral do Canadá. Assim, quando a governadora-geral Adrienne Clarkson precisou ser hospitalizada para implantação de um marcapasso cardíaco em 8 de julho de 2005, a Chefe de Justiça assumiu suas funções como administradora do Canadá. Nesse papel, ela deu o consentimento real ao Civil Marriage Act, legalizando o casamento entre pessoas do mesmo sexo no Canadá. Ela renunciou ao posto quando a governadora-geral terminou sua convalescença, no final de julho.
Ela foi presidente do Canadian Judicial Council, do Board of Governors of the National Judicial Institute e do Conselho Consultivo da Ordem do Canadá e é membro do Conselho Privado da Rainha para o Canadá. Em 2007, o governo da França concedeu-lhe o grau de comendadora da Legião de Honra. Em 15 de dezembro de 2006 ela foi nomeada comendadora da Venerável Ordem de São João.
A Suprema Corte, sob o comando de McLachlin, decidiu contra o governo conservador de Stephen Harper em várias questões importantes, incluindo prostituição, suicídio assistido, reforma do Senado, entre outros. Em 22 de setembro de 2013, ela superou Sir William Johnstone Ritchie com o mais longo mandato de um Chefe de Justiça na história do Canadá.
Em 2018, McLachlin foi nomeada juíza não permanente da Corte de Apelação Final, o tribunal supremo de Hong Kong. Sua nomeação foi acompanhada pelas da baronesa Brenda Hale, também como juíza não permanente, e de Andrew Cheung como juiz permanente da corte suprema da cidade.

### Vida pessoal
McLachlin tem um filho, nascido em 1976, de seu primeiro casamento com Roderick McLachlin, que cuidou de grande parte de sua educação. Roderick morreu de câncer em 1988, poucos dias depois de ela ter sido nomeada Chefe de Justiça da Suprema Corte da Colúmbia Britânica. Em 1992 ela se casou com Frank McArdle, advogado e diretor executivo da Canadian Superior Courts Judges Association.

## Livros
- The Canadian Law of Architecture and Engineering (1987) (com Wilfred J. Wallace) ISBN 978-0-433-39160-9
- Full Disclosure (2018) ISBN 978-1-5011-7279-3
- Truth Be Told: My Journey Through Life and the Law (2019) ISBN 978-1-9821-0498-6
- Denial: A Novel (2021) ISBN 978-1-9821-0499-3